# Unité urbaine de Nogent-le-Rotrou
L'unité urbaine de Nogent-le-Rotrou est une unité urbaine française qui fait partie du département d'Eure-et-Loir et de la région Centre-Val de Loire.

## Données générales
Dans le zonage réalisé par l'Insee en 1999, l'unité urbaine était composée de deux communes.
Dans le zonage réalisé en 2010, l'unité urbaine était composée d'une seule commune, celle de Margon ayant été retirée du périmètre.
Dans le nouveau zonage réalisé en 2020, elle est également composée d'une seule commune.
En 2022, avec 9 305 habitants, elle représente la 4e unité urbaine du département d'Eure-et-Loir.
En 2021, sa densité de population s'élève à 397 hab/km2. Par sa superficie, elle représente 0,4 % du territoire départemental mais, par sa population, elle regroupe 2,17 % de la population du département d'Eure-et-Loir.

## Composition 2020 de l'unité urbaine
Elle est composée de la commune suivante :
| Nom              | Code Insee | Département  | Statut       | Superficie (km2) | Population (dernière pop. légale) | Densité (hab./km2) | Modifier                                    |
| ---------------- | ---------- | ------------ | ------------ | ---------------- | --------------------------------- | ------------------ | ------------------------------------------- |
| Nogent-le-Rotrou | 28280      | Eure-et-Loir | ville-isolée | 23,49            | 9 305 (2022)                      | 396                | modifier les données · modifier les données |

## Évolution démographique
| 1968   | 1975   | 1982   | 1990   | 1999   | 2009   | 2014   | 2021  |
| ------ | ------ | ------ | ------ | ------ | ------ | ------ | ----- |
| 11 578 | 12 806 | 12 464 | 11 591 | 11 524 | 11 121 | 10 130 | 9 341 |

#### Données générales
- Unité urbaine
- Aire d'attraction d'une ville
- Liste des unités urbaines de France

#### Données démographiques en rapport avec l'unité urbaine de Nogent-le-Rotrou
- Aire d'attraction de Nogent-le-Rotrou
- Arrondissement de Nogent-le-Rotrou

#### Données démographiques en rapport avec l'Eure-et-Loir
- Démographie d'Eure-et-Loir